# Барелић
Барелић је насељено место града Врања у Пчињском округу. Према попису из 2022. било је 45 становника (према попису из 1991. било је 135 становника).

## Географија
Село се налази на заравни Мотина, високо изнад десне обале реке Коћурице. Налази се на 20 km југоисточно од Врања.

## Историја
На крају XIX века, Барелић се налази у Прешевској кази Османског царства. Митрополит Скопске митрополије, г. Фирмилијан наводи да 1902. године, у Барелићу има 15 српских кућа. У време Првог и Другог светског рата, село је било под бугарском окупацијом.

## Демографија
У насељу Барелић живи 112 пунолетних становника, а просечна старост становништва износи 35,2 година (36,5 код мушкараца и 33,8 код жена). У насељу има 44 домаћинства, а просечан број чланова по домаћинству је 3,66.
Ово насеље је у потпуности насељено Србима (према попису из 2002. године).
|  |

| Демографија | Демографија | Демографија |
| Година      | Становника  | Становника  |
| ----------- | ----------- | ----------- |
| 1948.       | 180         |             |
| 1953.       | 188         |             |
| 1961.       | 195         |             |
| 1971.       | 194         |             |
| 1981.       | 178         |             |
| 1991.       | 135         | 135         |
| 2002.       | 161         | 161         |

| Етнички састав према попису из 2002.‍ | Етнички састав према попису из 2002.‍ | Етнички састав према попису из 2002.‍ | Етнички састав према попису из 2002.‍ | Етнички састав према попису из 2002.‍ |
| ------------------------------------ | ------------------------------------ | ------------------------------------ | ------------------------------------ | ------------------------------------ |
|                                      |                                      |                                      |                                      |                                      |
| Срби                                 | Срби                                 |                                      | 161                                  | 100,0%                               |
| непознато                            | непознато                            |                                      | 0                                    | 0,0%                                 |

| Година пописа     | 1948. | 1953. | 1961. | 1971. | 1981. | 1991. | 2002. |
| ----------------- | ----- | ----- | ----- | ----- | ----- | ----- | ----- |
| Број домаћинстава | 31    | 32    | 37    | 37    | 35    | 36    | 44    |

| Број чланова      | 1 | 2 | 3 | 4 | 5 | 6 | 7 | 8 | 9 | 10 и више | Просек |
| ----------------- | - | - | - | - | - | - | - | - | - | --------- | ------ |
| Број домаћинстава | 7 | 7 | 7 | 9 | 5 | 7 | 1 | 0 | 1 | 0         | 3,66   |

| Пол    | Укупно | Неожењен/Неудата | Ожењен/Удата | Удовац/Удовица | Разведен/Разведена | Непознато |
| ------ | ------ | ---------------- | ------------ | -------------- | ------------------ | --------- |
| Мушки  | 62     | 14               | 40           | 7              | 1                  | 0         |
| Женски | 58     | 9                | 42           | 7              | 0                  | 0         |
| УКУПНО | 120    | 23               | 82           | 14             | 1                  | 0         |

| Пол    | Укупно                    | Пољопривреда, лов и шумарство | Рибарство                            | Вађење руде и камена | Прерађивачка индустрија       |
| ------ | ------------------------- | ----------------------------- | ------------------------------------ | -------------------- | ----------------------------- |
| Мушки  | 35                        | 12                            | 0                                    | 0                    | 7                             |
| Женски | 23                        | 9                             | 0                                    | 0                    | 11                            |
| УКУПНО | 58                        | 21                            | 0                                    | 0                    | 18                            |
| Пол    | Производња и снабдевање   | Грађевинарство                | Трговина                             | Хотели и ресторани   | Саобраћај, складиштење и везе |
| Мушки  | 1                         | 1                             | 4                                    | 2                    | 3                             |
| Женски | 0                         | 0                             | 0                                    | 0                    | 0                             |
| УКУПНО | 1                         | 1                             | 4                                    | 2                    | 3                             |
| Пол    | Финансијско посредовање   | Некретнине                    | Државна управа и одбрана             | Образовање           | Здравствени и социјални рад   |
| Мушки  | 0                         | 0                             | 2                                    | 1                    | 0                             |
| Женски | 0                         | 0                             | 0                                    | 0                    | 2                             |
| УКУПНО | 0                         | 0                             | 2                                    | 1                    | 2                             |
| Пол    | Остале услужне активности | Приватна домаћинства          | Екстериторијалне организације и тела | Непознато            | Непознато                     |
| Мушки  | 0                         | 0                             | 0                                    | 2                    | 2                             |
| Женски | 0                         | 0                             | 0                                    | 1                    | 1                             |
| УКУПНО | 0                         | 0                             | 0                                    | 3                    | 3                             |